# Наднациональное право
Наднациональное право — форма международного права, при которой государства идут на сознательное ограничение некоторых своих прав и делегирование некоторых полномочий наднациональным органам. Нормативные акты, издаваемые такими органами, как правило имеют бо́льшую юридическую силу, чем акты национального законодательства. Наиболее ярким примером наднационального права является право Европейского союза. Еще одним примером наднационального права является право ЕАЭС; так, например, этой организацией был принят единый таможенный кодекс, который действует на территории стран участниц.

## Происхождение термина
Происхождение данного термина связано с быстро развивающимися процессами интеграции государств в мировое сообщество. 
Государства, находящиеся в составе какого-либо объединения, должны иметь схожие нормы права. Соответственно, требуется создание единого права, которое будет регулировать общественные отношения во всех государствах-участниках данного объединения по одинаковым принципам. И в качестве этого «единого права» выступает наднациональное право. 